# Ващук Федір Григорович
Федір Григорович Ващук (*22 жовтня 1959, Мукачеве, УРСР, СРСР) — науковець, математик, професор.

## Біографія
Народився у Мукачеві. З 1976 по 1981 р. навчався в Ужгородському університеті за спеціальністю «математика», отримав кваліфікацію: «математик», «викладач». З 1979 р. — лаборант УжДУ, з 1981 по 1986 р. працював стажистом — викладачем, молодшим науковим співробітником, протягом 1986—1989 рр. навчався в аспірантурі УжДУ. У 1990 р. у спеціалізованій вченій раді Ленінградського держуніверситету успішно захистив кандидатську дисертацію «Приложение теории целочисленных р-адических представлений для описания некоторых классов групп». З 1989 по 1992 р. працював асистентом кафедри педагогіки та психології. З 1992 по 1994 р. навчався у докторантурі УжДУ. В 1994 р. присвоєно вчене звання доцента кафедри алгебри. З 1994 по 1996 р. працював директором Закарпатського філіалу дослідницького центру Міносвіти України. У 1995 р. організував і очолив Ужгородський природничо-гуманітарний коледж. Тоді ж захистив докторську дисертацію на тему «Моделирование процесса исследования и системы формирования психосоциальной сферы» в спеціалізованій вченій раді Інституту кібернетики ім. В. М. Глушкова НАН України (голова ради — Антомонов Ю. Г.). У 1996 р. на базі коледжу організував Ужгородський інститут інформатики, економіки і права, де був призначений ректором. У 1997 р. постановою КМ України інститут реорганізовано в Ужгородський державний інститут інформатики, економіки і права (УжДІІЕП). Професор кафедри інформатики та інформаційних технологій (1997). У 2004 р. на базі УжДІІЕП утворено Закарпатський державний університет. Нині — ректор, завідувач кафедри загальної інформатики та математичного моделювання ЗакДУ.
У 1994—1995 рр. — радник першого заступника голови Закарпатської обласної ради з виконавчої роботи. Голова ради керівників вищих навчальних закладів, наукових та освітніх установ Закарпатської обл. Член Ради ректорів Європи.
Автор 120 праць, зокрема 8 монографій і навчальних посібників.

## Звання та нагороди
Нагороджений державними та відомчими нагородами: нагрудним знаком «Відмінник освіти України» (1995), Почесною грамотою МОН України (2001), орденом «За заслуги» III ступеня (2004), Почесною грамота Верховної Ради України (2005), нагрудним знаком «Петро Могила» (2005), Почесними грамотами Закарпатської обласної державної адміністрації та Закарпатської обласної ради. У 1999 р. присвоєно почесне звання «Заслужений працівник народної освіти України». Указом Президента України у червні 2009 р. за вагомий особистий внесок у розвиток конституційних засад української державності, багаторічну сумлінну працю, високий професіоналізм у захисті конституційних прав і свобод людини і громадянина нагороджений орденом «За заслуги» II ступеня